# 領域 (国家)
領域（りょういき、独: Staatsgebiet）は、国家の主権下にある区域である。
国家領域（こっかりょういき）ともいわれる。
国家の3要素のひとつであり、領土、領水、領空からなる。
これらのうちで最も基本的なものは領土であり、単に領域といった場合には領土のことを指す場合もある。
天然資源の開発などについて主権的権利が及ぶ大陸棚や排他的経済水域は領域に準ずるものではあるが、こうした主権的権利は主権に付随して認められる権利であって、主権そのものではない。

## 領土
領土という用語は、広義には領域全てを指す意味で用いられることもあるが、狭義には土地からなる国家の領域を指す。狭義の領土は領域の中心部分であり、領域国は広範かつ排他的な領域主権を有する。国家の要件のひとつである。

## 領水
領水は沿岸国の主権が及ぶ海域である。領土と不可分に結合しており、領水のみ単独では処分の対象とならない。領水は領海、内水、群島水域からなる。

### 内水
基線の陸地側のすべての水域で、群島水域を除いたものである。領海と違って他国の無害通航を受忍する必要がなく、領土と同様に沿岸国は排他的な主権を有する。

### 領海
領海は、基線から沿岸に最大12海里までの範囲で沿岸国が設定した帯状の水域である。領海と領海の海底、およびその地下に対して沿岸国の主権が及ぶ。内水の場合と違って、他国船舶の無害通航を尊重する義務があり、他国船舶に対する裁判管轄権は制限される。

### 群島水域
群島国家は群島のもっとも外側を結ぶ群島基線を引くことができ、その群島基線に囲まれる水域の中で内水を除いたものが群島水域である。領海とほとんど同じ法的性質を持つ。

## 領空
領空とは領土と領水の上空である。領空の水平的限界は領土と領水の外側の境界に一致し、垂直的限界は宇宙空間までである。領空に対する国家の権能は「完全且つ排他的な主権」とされ（国際民間航空条約第1条）、領空では領海と違い無害航空の自由は認められていない。